# Martin Riesenburger

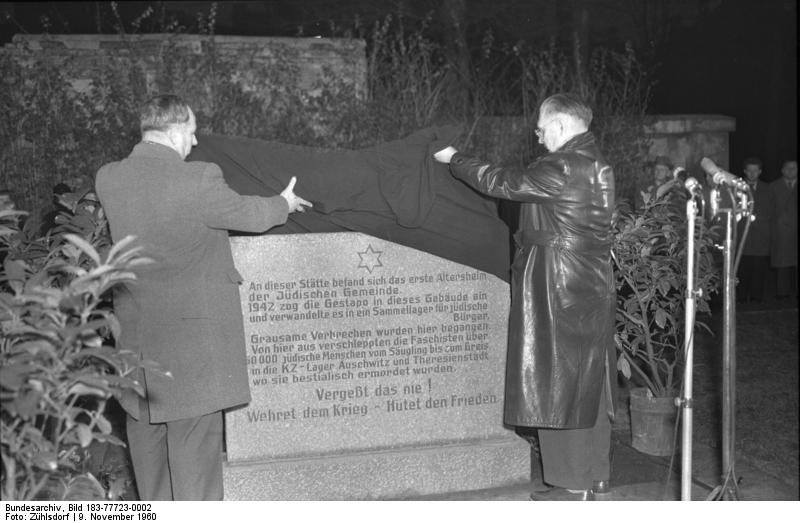
Martin Riesenburger (links) und Hans Seigewasser enthüllen am 9. November 1960 einen Gedenkstein in der Großen Hamburger Straße

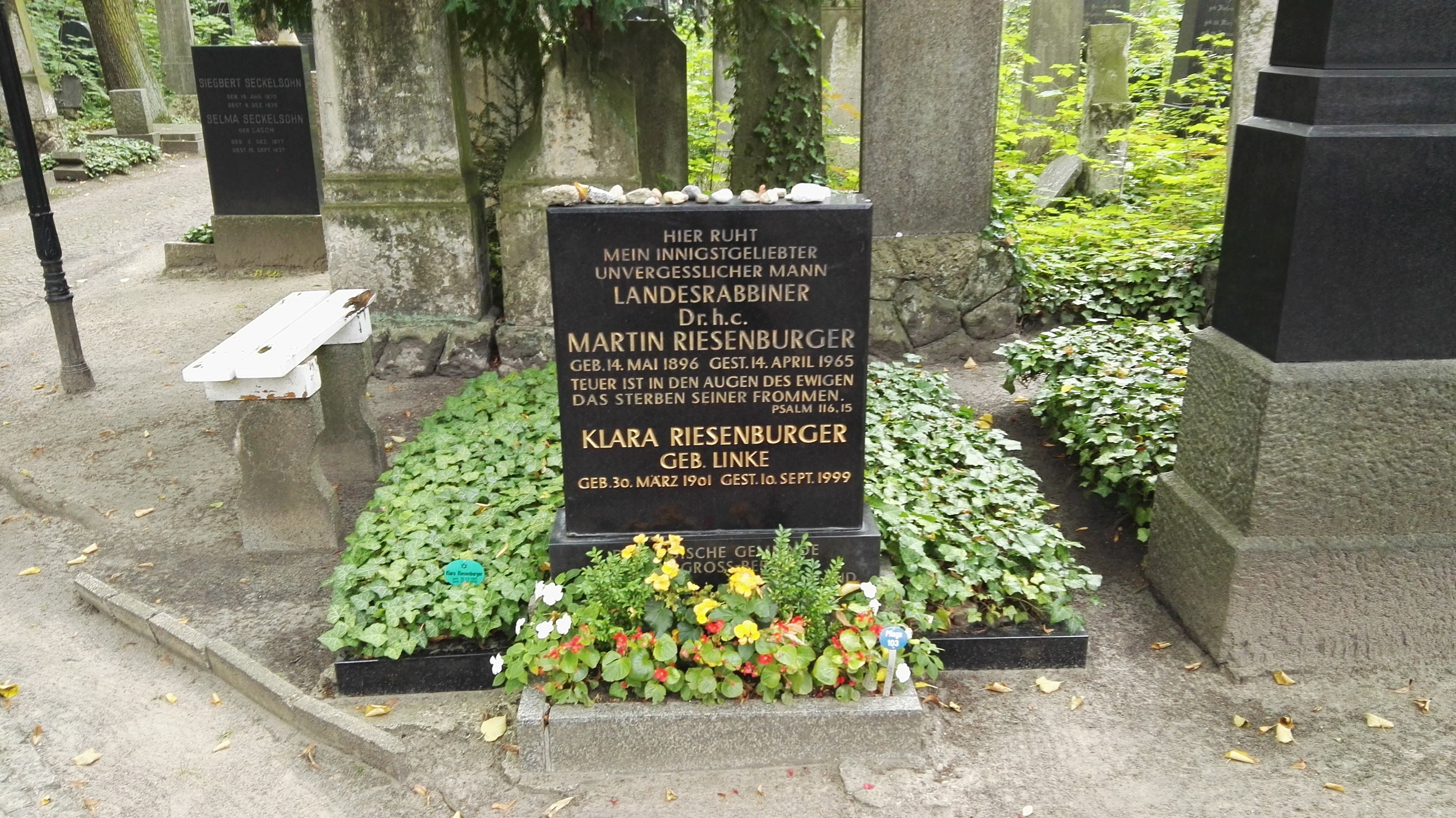
Grabstätte

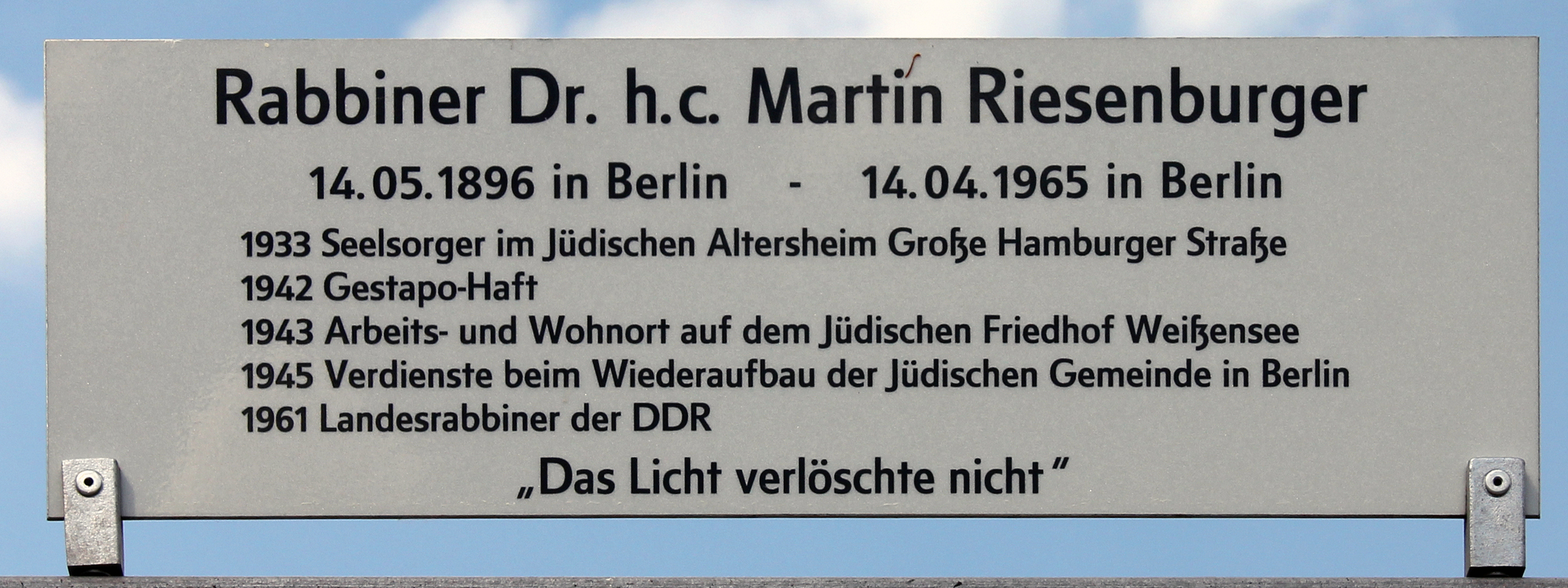
Gedenktafel, Martin-Riesenburger-Straße 1, in Berlin-Hellersdorf

Martin Riesenburger (geboren am 14. Mai 1896 in Berlin; gestorben am 14. April 1965 ebenda) war ein deutscher Rabbiner.

## Leben und Wirken
Der Vater Riesenburgers war Mitarbeiter des bekannten Berliner Textilhauses N. Israel, seine Mutter kam aus einer frommen ostjüdischen Familie. 
Schon als Kind hatte Riesenburger das Bedürfnis, Rabbiner zu werden. Entsprechend dem Wunsch seiner Eltern studierte er nach dem Abitur jedoch Zahnmedizin, brach das Studium während des Ersten Weltkriegs aber ab. Nach dem Ende des Kriegs wandte er sich zunächst ganz der Musik zu. Er studierte am Stern’schen Konservatorium Musik und ließ sich zum Konzertpianisten ausbilden. Er komponierte kantorale Melodien und sicherte seinen Lebensunterhalt als Klavierlehrer, als Kantor und Religionslehrer. Ab 1923 arbeitete er am Theater in Meißen unter dem Namen Rolf Manders als Regisseur. In Meißen lernte er auch Lucie Klara Linke (* 1901) kennen, Tochter eines Friseurs, die er am 5. Mai 1925 heiratete und mit der er nach Berlin zog. Dort nahm er an der Hochschule für die Wissenschaft des Judentums ein Studium der Religionsphilosophie auf.
Riesenburgers offizieller Dienst in der Berliner Jüdischen Gemeinde begann bereits am 1. Juni 1933, nach der Machtergreifung. Er war Prediger und Seelsorger im Jüdischen Altersheim in der Großen Hamburger Straße und in dem angeschlossenen Jüdischen Krankenhaus und Gefängnisseelsorger. Im Jahr 1942 wurde Riesenburger verhaftet und nach kurzer Zeit unter polizeilicher Meldepflicht entlassen. Grund war, dass er in einer „Mischehe“ lebte. Seine zum Judentum übergetretene Ehefrau galt nach den Nürnberger Gesetzen nicht als Jüdin, weil sie keine jüdischen Eltern hatte. Ab Juni 1943 war er unweit seiner Wohnung in Berlin-Weißensee auf dem Friedhof der Jüdischen Gemeinde zu Berlin als Rabbiner tätig. In seiner Position auf dem Friedhof konnte Riesenburger Flüchtlingen helfen, heimliche Gottesdienste abhalten, für ein angemessenes Begräbnis verstorbener Juden sorgen sowie bei der Rettung von 5000 Thorarollen und Gebetbüchern mitwirken.
Martin Riesenburger wohnte in der Lothringenstraße, die 1951 nach Herbert Baum umbenannt wurde. Sein Grab befindet sich auf dem benachbarten Jüdischen Friedhof Berlin-Weißensee.

## Wiederaufbau der Jüdischen Gemeinde in Berlin nach 1945
Nach 1945 erwarb sich Martin Riesenburger Verdienste beim Wiederaufbau der jüdischen Gemeinde in Berlin, im Mai 1945 leitete er den ersten jüdischen Gottesdienst in Berlin nach Kriegsende. 1953 wurde er zum Gemeinderabbiner berufen, wobei er sich in der DDR für die Entwicklung einer eigenständigen Jüdischen Gemeinde einsetzte, weil diese sich nach der Teilung Berlins gespalten hatte. So war er nun auch für die Seelsorge von jüdischen Gefangenen in Berlin zuständig, wie ein im Jüdischen Museum vorhandener Dienstausweis aus dem Jahr 1953 zeigt. 1961 ernannte die DDR-Regierung Martin Riesenburger offiziell zum Landesrabbiner der Jüdischen Gemeinden in der DDR.
Zweifel am Titel des Rabbiners
Ob Riesenburger aber überhaupt Rabbiner war, wird nach heutigen Erkenntnissen in Zweifel gezogen. Lothar Mertens führt dazu aus, dass Riesenburger weder innerhalb von zwei Jahren die gesamte Rabbinerausbildung beenden konnte, noch dass er ordentlich ordiniert wurde, da die drei notwendigen Rabbinerunterschriften nicht zu besorgen waren. Laut derselben Quelle habe er sich selbst noch im Jahr 1950 nicht als Rabbiner betrachtet und sei auch von den jüdischen Gemeinden in der DDR nicht als Rabbiner akzeptiert worden. Auch im 2009 erschienen biographischen Handbuch der Rabbiner wird angemerkt, dass Riesenburger ohne Ordination als Prediger und Seelsorger wirkte.
Ehrungen und Auszeichnungen
1956 wurde Riesenburger mit dem Vaterländischen Verdienstorden in Silber und 1961 in Gold ausgezeichnet. 1961 erhielt er außerdem die Ehrendoktorwürde der Juristischen Fakultät der Humboldt-Universität zu Berlin. Seit 1987 trägt in Berlin-Hellersdorf eine Straße im ersten Neubaugebiet seinen Namen.

## Veröffentlichte Texte Riesenburgers (Erstveröffentlichungen)
- Also spricht dein Bruder. Predigten. Union Verlag, Berlin 1958
- Das Licht verlöschte nicht. Dokumente aus der Nacht des Nazismus. Union Verlag, Berlin 1960